# Демара, Фердинанд Уолдо
Фердинанд Уолдо Демара (англ. Ferdinand Waldo Demara, 21 декабря 1921 — 7 июля 1982) — американский авантюрист-имперсонатор. На протяжении своей жизни неоднократно менял личности, имена и профессии, выдавая себя за самых разных людей.

## Биография
Родился 21 декабря 1921 или 1922 года (информация разнится в источниках) в Лоуренсе, штат Массачусетс. Отец Фердинанда работал киномехаником в кинотеатре и активно участвовал в работе профсоюза, семья жила в достатке и благополучии, однако Великая депрессия принесла разорение, из-за чего им пришлось переехать в более бедный район.
Считается, что Демара обладал фотографической памятью и очень высоким IQ.
В 16 лет сбежал из дома и провёл несколько лет с монахами-цистерцианцами, а в 1941 году записался в армию. Потом во флот. Пытался выдать себя за офицера, а когда это не удалось, инсценировал самоубийство и превратился в Роберта Линтона Френча, психолога с религиозным уклоном. Преподавал психологию в колледжах Пенсильвании и Вашингтона.
Впоследствии на него вышли агенты ФБР, и Демара получил 18 месяцев тюрьмы за дезертирство. После освобождения он купил поддельные документы и изучал право в Северо-Восточном университете, а затем снова ушёл в монахи. Основал колледж, который существует до сих пор. В церкви он познакомился с молодым врачом Джозефом Сирой, воспользовался его именем и начал выдавать себя за хирурга. Во время Корейской войны он получил звание лейтенанта, должность судового врача на канадском эсминце "Каюга" и был отправлен в Корею. Там лечил больных с помощью пенициллина.
Однажды на эсминец доставили 16 тяжелораненых солдат, которым нужна была операция. Демара был единственным хирургом на корабле. Он велел персоналу подготовить раненых и отвезти их в операционную, а сам засел в своей каюте с учебником по хирургии. Демара самостоятельно провёл все операции (в том числе несколько тяжёлых). И у него не умер ни один солдат. О нём восторженно писали газеты. Случайно об этом прочла мать настоящего Джозефа Сиры, и обман открылся. Капитан долго отказывался верить в то, что его хирург не имел никакого отношения к медицине. ВМС Канады решили не выдвигать обвинений против Демары, и тот вернулся в Соединенные Штаты.
Позднее он работал заместителем начальника тюрьмы в Техасе (его взяли благодаря диплому психолога). Там Демара затеял серьёзную программу психологической перековки преступников и преуспел в этом. Работал консультантом в крупнейшем лос-анджелесском приюте для бездомных, в последние годы жизни был баптистским священником и помогал бедным, прихожане вспоминали его как исключительно понимающего и сочувствующего человека.
Суммарно прожил 37 лет под чужими именами, диплом на своё настоящее имя получил в 46 лет, окончив Библейский колледж в Портленде.
В 1982 году умер от сердечной недостаточности.